# الشيخ مهدي

تعديل مصدري - تعديل

الشيخ مهدي هي إحدى قرى عزلة جعار بمديرية خنفر التابعة لمحافظة أبين، بلغ تعداد سكانها 43 نسمة حسب تعداد اليمن لعام 2004.